# NAIA Division I (pallavolo maschile)
La NAIA Division I è il campionato universitario di pallavolo maschile degli Stati Uniti, posto sotto l'egida della NAIA.

## Albo d'oro
| Anno          | Podio              | Podio                   | Podio         |
| Campione      | Seconda            | Terza                   |               |
| ------------- | ------------------ | ----------------------- | ------------- |
| 1999 Dettagli | California Baptist | Columbia College        | -             |
| 2000 Dettagli | Columbia College   | California Baptist      | -             |
| 2001 Dettagli | California Baptist | Marycrest International | -             |
| 2002 Dettagli | William Woods      | Lindenwood              | -             |
| 2003 Dettagli | Park               | Missouri Baptist        | -             |
| 2004 Dettagli | California Baptist | Newman                  | -             |
| 2005 Dettagli | California Baptist | Lindenwood              | -             |
| 2006 Dettagli | California Baptist | Lindenwood              | -             |
| 2007 Dettagli | California Baptist | Park                    | -             |
| 2008 Dettagli | Park               | California Baptist      | -             |
| 2009 Dettagli | Lindenwood         | California Baptist      | -             |
| 2010 Dettagli | California Baptist | Missouri Baptist        | -             |
| 2011 Dettagli | California Baptist | St. Ambrose             | -             |
| 2012 Dettagli | Park               | St. Ambrose             | -             |
| 2013 Dettagli | Concordia Irvine   | Park                    | -             |
| 2014 Dettagli | Park               | Concordia Irvine        | -             |
| 2015 Dettagli | Missouri Baptist   | St. Ambrose             | -             |
| 2016 Dettagli | Missouri Baptist   | Grand View              | -             |
| 2017 Dettagli | Park               | Grand View              | -             |
| 2018 Dettagli | Grand View         | Benedictine Mesa        | -             |
| 2019 Dettagli | Benedictine Mesa   | Aquinas                 | -             |
| 2020          | Non disputato      | Non disputato           | Non disputato |
| 2021 Dettagli | Grand View         | Benedictine Mesa        | -             |
| 2022 Dettagli | Grand View         | Benedictine Mesa        | -             |
| 2023 Dettagli | Vanguard           | Benedictine Mesa        | -             |

## Palmarès
| Squadre            | Titoli | Stagioni                                       |
| ------------------ | ------ | ---------------------------------------------- |
| California Baptist | 8      | 1999, 2001, 2004, 2005, 2006, 2007, 2010, 2011 |
| Park               | 5      | 2003, 2008, 2012, 2014, 2017                   |
| Grand View         | 3      | 2018, 2021, 2022                               |
| Missouri Baptist   | 2      | 2015, 2016                                     |
| Columbia College   | 1      | 2000                                           |
| William Woods      | 1      | 2002                                           |
| Lindenwood         | 1      | 2009                                           |
| Concordia Irvine   | 1      | 2013                                           |
| Benedictine Mesa   | 1      | 2019                                           |
| Vanguard           | 1      | 2023                                           |